# Anacroneuria uatsi
Anacroneuria uatsi är en bäcksländeart som beskrevs av Bill P.Stark 1998. Anacroneuria uatsi ingår i släktet Anacroneuria och familjen jättebäcksländor. Inga underarter finns listade i Catalogue of Life.